# Bob Jeangerard
Robert Eugene "Bob" Jeangerard (Evanston, Illinois, 20 de junio de 1932 - Belmont, California, 5 de julio de 2014) fue un jugador de baloncesto estadounidense. Con 1,90 de estatura, su puesto natural en la cancha era el de escolta. Fue campeón olímpico con Estados Unidos en los Juegos Olímpicos de Melbourne 1956.